# Harry Reems
Herbert John Streicher (Nueva York, 27 de agosto de 1947 - Salt Lake City, Utah; 19 de marzo de 2013), más conocido por su seudónimo profesional Harry Reems, fue un actor pornográfico estadounidense y más tarde un exitoso agente inmobiliario. Sus papeles más famosos fueron como el doctor Young en el clásico de culto pornográfico Garganta profunda de 1972 y el profesor en el clásico de 1973 The Devil in Miss Jones. A lo largo de la década de 1970 y hasta mediados de 1980, fue uno de los artistas más prolíficos de la industria del cine para adultos. Se convirtió en el primer actor estadounidense en ser procesado únicamente por aparecer en una película. Se retiró en 1985.

## Primeros años
Reems nació como Herbert John Streicher el 27 de agosto de 1947 en el seno de una familia judía en El Bronx (Nueva York). Era el menor de tres hermanos. Su padre, Don Streicher, trabajó como vendedor antes de convertirse en corredor de apuestas. Su madre, Rose, era modelo. Más tarde, el padre de Harry ingresó a la industria de la impresión. Tras conseguir ahorrar lo suficiente, la familia se marchó al Condado de Westchester (estado de Nueva York). En 1965, a los 18 años, fue a la Universidad de Pittsburgh para convertirse en dentista. Sin embargo, más tarde se alistó en el Cuerpo de Marines de los Estados Unidos, de donde recibió una baja honorable después de una licencia por dificultades. En 1967, se mudó al East Village en Manhattan, donde su hermano y compañero de cuarto estaban adquiriendo experiencia como actores. Su temprana carrera actoral (no pornográfica) fue principalmente en el teatro fuera de Broadway para La MaMa Experimental Theatre Club, New York Theatre Ensemble y National Shakespeare Company.

## Carrera
Antes de aparecer en Garganta profunda, Streicher fue elegido por el cineasta Eduardo Cemano para hacer una escena hardcore en una película llamada The Deviates, que se había estrenado anteriormente como una película softcore. Fue una escena de sexo con pintura corporal que Streicher describió más tarde como su experiencia sexual más dolorosa porque la pintura al temple utilizada comenzó a secarse y agrietarse. Luego, Cemano lo protagonizó en su primer largometraje de 16 mm, llamado The Weirdos and the Oddballs, que luego se actualizó a 35 mm y se lanzó como Zora Knows Best. Fue para esta película que cambió su nombre a Peter Long.
Buscando formas de mantenerse como actor, Streicher llegó a aparecer en docenas de cortometrajes de stag films a principios de la década de 1970. Finalmente pasó a aparecer en aproximadamente 140 largometrajes sobre explotación sexual y hardcore entre 1971 y 1974 y de 1982 a 1985, siendo Garganta profunda (1972) y The Devil in Miss Jones (1973) las más conocidas, además de las cintas grindhouse Forced Entry (1973) y Sex Wish (1976); en el primero, interpreta a un sádico veterano de Vietnam empeñado en la violación y el asesinato, que Streicher describió más tarde como la única película en la que se arrepintió de haber aparecido, mientras que en la segunda daba vida a un marido convertido en justiciero en busca de venganza por la violación y asesinato de su esposa.
En 1975 publicó unas memorias, Here Comes Harry Reems, en las que detallaba los primeros años de su carrera en el cine para adultos. Reems también apareció en un par de películas convencionales, como la comedia sexual y cinta de terror Case of the Full Moon Murders (1973), el drama Deadly Weapons (1974), las películas de terror Demented (1980) y To All a Goodnight (1980), la comedia National Lampoon's Movie Madness (1982) y la película para televisión The Cartier Affair (1984). Proporcionó la narración de la película Mae West (1982). También apareció en varias películas porno de producción sueca, incluyendo Justine & Juliette (1975), Bel Ami (1976) y Molly (1977), así como SS Operation Wolf Cub (1983).
Para la producción de Garganta profunda en Miami, en enero de 1972, Streicher fue contratado para ser parte del equipo de iluminación, pero el director no pudo elegir uno de los papeles y le pidió que interpretara el papel. Le pagaron 250 dólares por un día de trabajo de actuación (1 200 en total). Streicher dijo que no sabía que el director le había dado el nombre de "Harry Reems" hasta que vio la película.

## Juicio y últimos años como actor

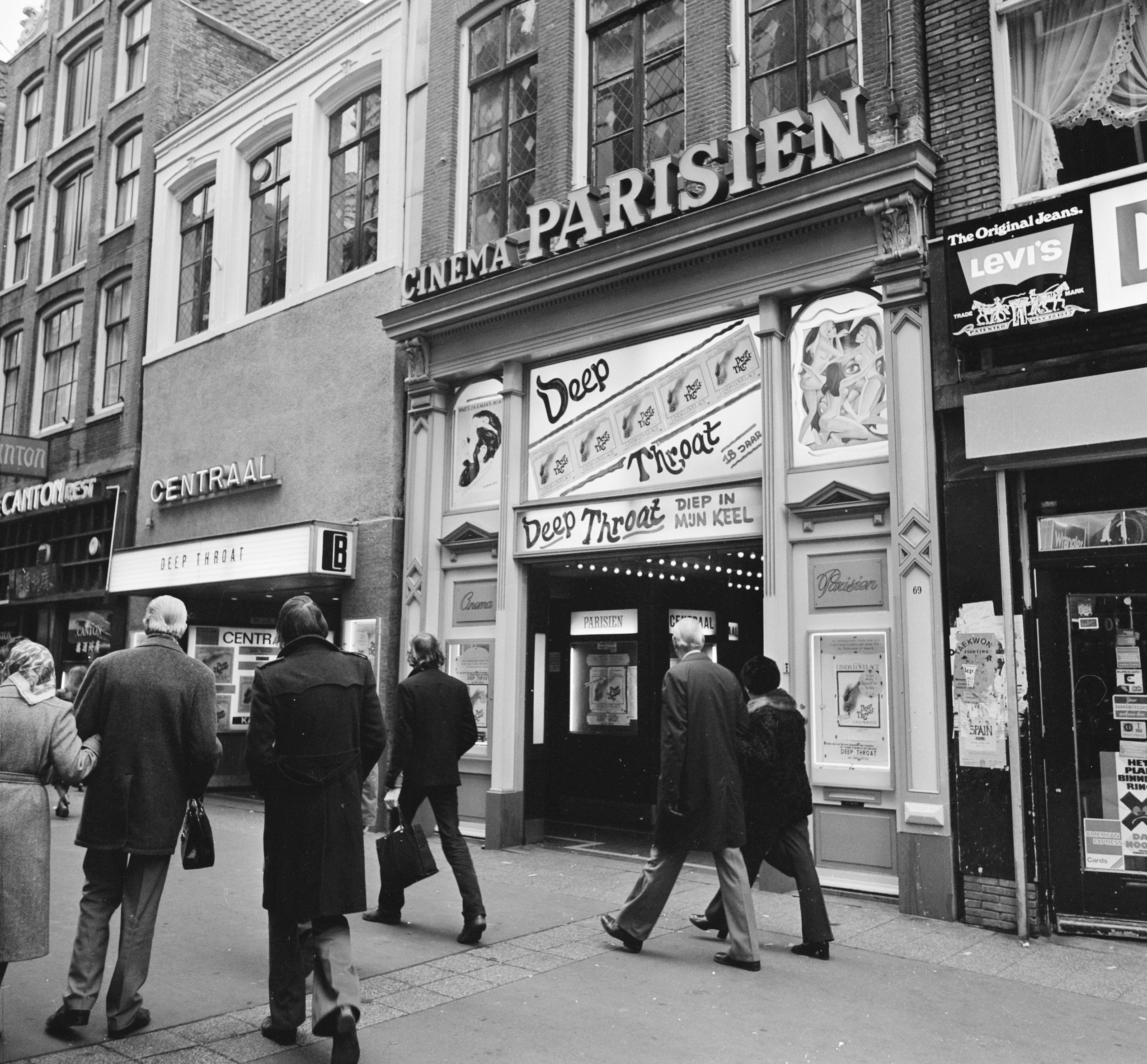
Cine de Ámsterdam promocionando en cartelera Garganta profunda.

La aparición de Reems en Garganta profunda llevó a su arresto por agentes del FBI en la ciudad de Nueva York en julio de 1974 y su acusación en Memphis (Tennessee), en junio de 1975, por cargos federales de conspiración para distribuir obscenidad a través de las fronteras estatales. Fue condenado en abril de 1976 junto con otras 11 personas y cuatro empresas. Su condena fue anulada en una apelación en abril de 1977 porque sus actividades en la realización de la película ocurrieron antes de un fallo de la Corte Suprema de los Estados Unidos sobre obscenidad en 1973 (Miller v. California), y Reems recibió un nuevo juicio. Los cargos contra Reems se retiraron en agosto.
La defensa argumentó que fue el primer actor estadounidense en ser procesado por el gobierno federal simplemente por aparecer en una película, y recibió un apoyo considerable de celebridades establecidas de Hollywood y Nueva York durante su juicio, incluidos Jack Nicholson, Warren Beatty, Shirley MacLaine, Richard Dreyfuss, Colleen Dewhurst, Rod McKuen, Ben Gazzara, Mike Nichols, Julie Newmar, Dick Cavett, George Plimpton y Stephen Sondheim. Nicholson, Beatty y, según los informes, Louise Fletcher estaban dispuestos a testificar en su nombre en el juicio. Su apelación exitosa fue dirigida por Alan Dershowitz.
Reems fue elegido para la película musical de 1978 Grease como el entrenador Calhoun, pero por temor a que su notoriedad pusiera en peligro la taquilla de la película en el sur de los Estados Unidos, fue reemplazado por Sid Caesar.
Reems regresó al teatro en 1979 con la obra The Office Murders y en 1981 con What the Butler Saw.
En 1982, después de una pausa de 8 años del porno, Reems regresó al porno y actuó en la película Society Affairs, y según los informes, recibió un salario de seis cifras por hacer la película. En 1984, protagonizó la película Those Young Girls con Traci Lords, polémica actriz pornográfica que llegó a grabar buena parte de sus películas siendo todavía menor de edad bajo una falsa documentación de una chica mayor de edad, teniendo 16 años en el momento de grabar dicha producción. Al año siguiente Reems repitió con Lords en Educating Mandy. Se retiró de actuar en el porno en 1985. En el mismo año fue incluido en el Salón de la Fama de los XRCO; también fue incluido en el Salón de la Fama de AVN.
En 1986 llegó a ganar el Premio AVN al Mejor actor por Trashy Lady. Un año después sería nominado en la misma categoría por Lucky In Love.
Como actor, grabó películas para estudios como Caballero Home Video, VCA Pictures, Vivid, Dreamland, Arrow Productions, VCX, Atom, Blue Vanities, Paradise Visuals, Odissey, Metro, Class X, Cal Vista o Essex Home Video, entre otros. Para el portal IAFD, Reems llegó a grabar más de 200 películas. Algunas de ellas fueron Amateurs, Beat Goes On, Club Ginger, Erotic City, Flasher, Girls of the Night, Hot Blooded, Love Witch, Memories within Miss Aggie, Sex Asylum, Sweet Cheeks, Tower of Power, Voyeur's Delight o Wet Wild and Wicked.

## Últimos años
Después de años de abuso de drogas, Reems comenzó su recuperación en 1989 mientras vivía en Park City (Utah). Estaba casado con Jeanne Sterret, una mujer religiosa que había conocido mientras esquiaba en la misma ciudad. Luego se convirtió del judaísmo al cristianismo, en la rama metodista. "Siendo el borracho de fondo que era, comencé a ir a la iglesia", dijo Reems. "Me llamé a mí mismo un gitano de la iglesia". Reems atribuyó su conversión al reverendo Mark Heiss, un ex pastor de la Iglesia Comunitaria de Park City en Park City.
Heiss fue reemplazado abruptamente en la iglesia por otra persona, por razones que Reems dice que nunca fueron explicadas; Reems dejó la congregación porque creía que la asistencia a la iglesia era "para poner dinero en las arcas". Fuera de la religión organizada, continuó meditando, orando y ofreciendo gratitud a Dios. "Si no pongo a Dios en mi vida, ahora estaría muerto", dijo. "No soy religioso. Soy espiritual, al cien por cien". Continuó identificándose como "Harry Reems", incluso usando el nombre mientras trabajaba como agente inmobilario. Más tarde fue administrador de una pequeña iglesia metodista local.
Fue entrevistado en el documental de 2005 Inside Deep Throat. La entrada de Reems en la industria del entretenimiento para adultos, su experiencia filmando Garganta profunda y sus posteriores juicios por infamia y obscenidad, fueron el tema de la obra de teatro de 2010 The Deep Throat Sex Scandal.
En 2014, el galardonado dramaturgo Craig Hepworth abrió su obra Porno Chic sobre Reems y Linda Lovelace y las consecuencias de Garganta profunda en Mánchester. La obra se abrió con críticas entusiastas y la producción de 2016 ganó el premio al Mejor Drama en los premios GMF. La obra volvió a programarse en gira en la temporada 2018-2019 en el Reino Unido.
Reems murió de cáncer de páncreas el 19 de marzo de 2013, a los 65 años, en el Centro Médico de la Administración de Veteranos de Salt Lake City (Utah). No tuvo hijos.

## Premios y nominaciones
| Año  | Ceremonia   | Resultado | Premio      | Trabajo       |
| ---- | ----------- | --------- | ----------- | ------------- |
| 1986 | Premios AVN | Ganador   | Mejor actor | Trashy Lady   |
| 1987 | Premios AVN | Nominado  | Mejor actor | Lucky In Love |